# Tosca (groupe)
Pour les articles homonymes, voir Tosca (homonymie).
Tosca est un groupe autrichien de trip hop formé par Richard Dorfmeister et Rupert Huber en 1994 à Vienne. Il s'agit du second projet musical de Richard Dorfmeister, le premier étant le duo Kruder & Dorfmeister. Leur son est à la frontière du dub et de l'ambient.

## Histoire
Richard Dorfmeister et Rupert Huber se sont d'abord rencontrés à l'école. Ils commencèrent alors des expérimentations musicales avec des magnétophones, de la musique indienne et des paroles poétiques sous le nom de Delhi9. Après leurs études, Dorfmeister et Huber partirent chacun de leur côté mener des projets différents: Dorfmeister commença à produire et à mixer avec Peter Kruder alors que Huber se mit à travailler avec la scène de musique expérimentale.
En 1994, Dorfmeister et Huber sortent leur premier single "Chocolate Elvis" sur le label créé par Kruder et Dorfmeister: G-Stone. Une série d'albums accueillis avec enthousiasme ainsi que des remix suivirent: Opera (1996), Suzuki (1999), Dehli9 (2003) J.A.C. (2005) et No Hassle (2009) qui sont tous considérés comme des jalons importants du style downtempo. Le son de Tosca caractéristique évoque une atmosphère posée et chaleureuse, qui parfois peut être mélancolique. Leur musique est joué dans des clubs, des salons ou des magasins.
Un grand nombre de singles ainsi que leur remix bénéficient d'albums dédiés (Souvenirs - The J.A.C. Remixes, Suzuki in Dub, Chocolate Elvis Dubs). Tosca a participé à de nombreux concerts aux États-Unis, en Amérique du Sud et en Europe dans des festivals aussi importants que Coachella (Palm Springs, États-Unis) ou au Ars Electronica Festival (Linz, Autriche). En 2001, Tosca a été récompensé par l'Amadeus Music Award dans la catégorie meilleur groupe Pop/Rock. En 2009 la sortie de No Hassle a vu Tosca s'orienter dans des sonorités plus ambient et vers l'univers de l'instrumentation en direct. En 2013, pour leur sixième album Odeon des chanteurs comme Sarah Callier, Rodney hunter et JJ Jones participent, et l'album sort sous le label qui les soutient depuis longtemps: !K7 Records.

## Discographie

### Albums Studio
- Opera (1997)
- Suzuki (2000)
- Dehli9 (2003)
- J.A.C. (2005)
- No Hassle (2009)
- Odeon (2013)
- Outta Here (2014)
- Going Going Going (2017)

### Albums deremix
- Fuck Dub Remixes (1997)
- Chocolate Elvis Dubs (1999)
- Suzuki in Dub (2000)
- Different Tastes of Honey (2001)
- Souvenirs (2006)
- Pony (No Hassle Versions) (2010)
- Tlapa: The Odeon Remixes (2013)
- Boom Boom Boom: The Going Going Going Remixes (2018)

### Singles et EPs
- 1994 - Chocolate Elvis  (G-Stone Recordings)
- 1995 - Favourite Chocolate  (G-Stone Recordings)
- 1996 - Fuck Dub  (G-Stone Recordings)
- 1997 - Buona Sarah  (G-Stone Recordings)
- 1997 - Fuck Dub Remixes Vol. 1  (G-Stone Recordings)
- 1997 - Fuck Dub Remixes Vol. 2  (G-Stone Recordings)
- 1997 - Fuck Dub Remixes Vol. 3  (G-Stone Recordings)
- 1999 - Chicken Chiefly / Chocolate Elvis Dub  (Pork Recordings)
- 1999 - Chocolate Elvis  (G-Stone Recordings)
- 1999 - Suzuki EP  (G-Stone Recordings)
- 2003 - Wonderful  (Studio !K7)
- 2005 - Damentag  (Studio !K7)
- 2005 - Heidi Bruehl (Studio !K7)
- 2006 - Souvenirs EP  (G-Stone Recordings)